# 大贝居安会院 (圣阿曼兹贝赫)

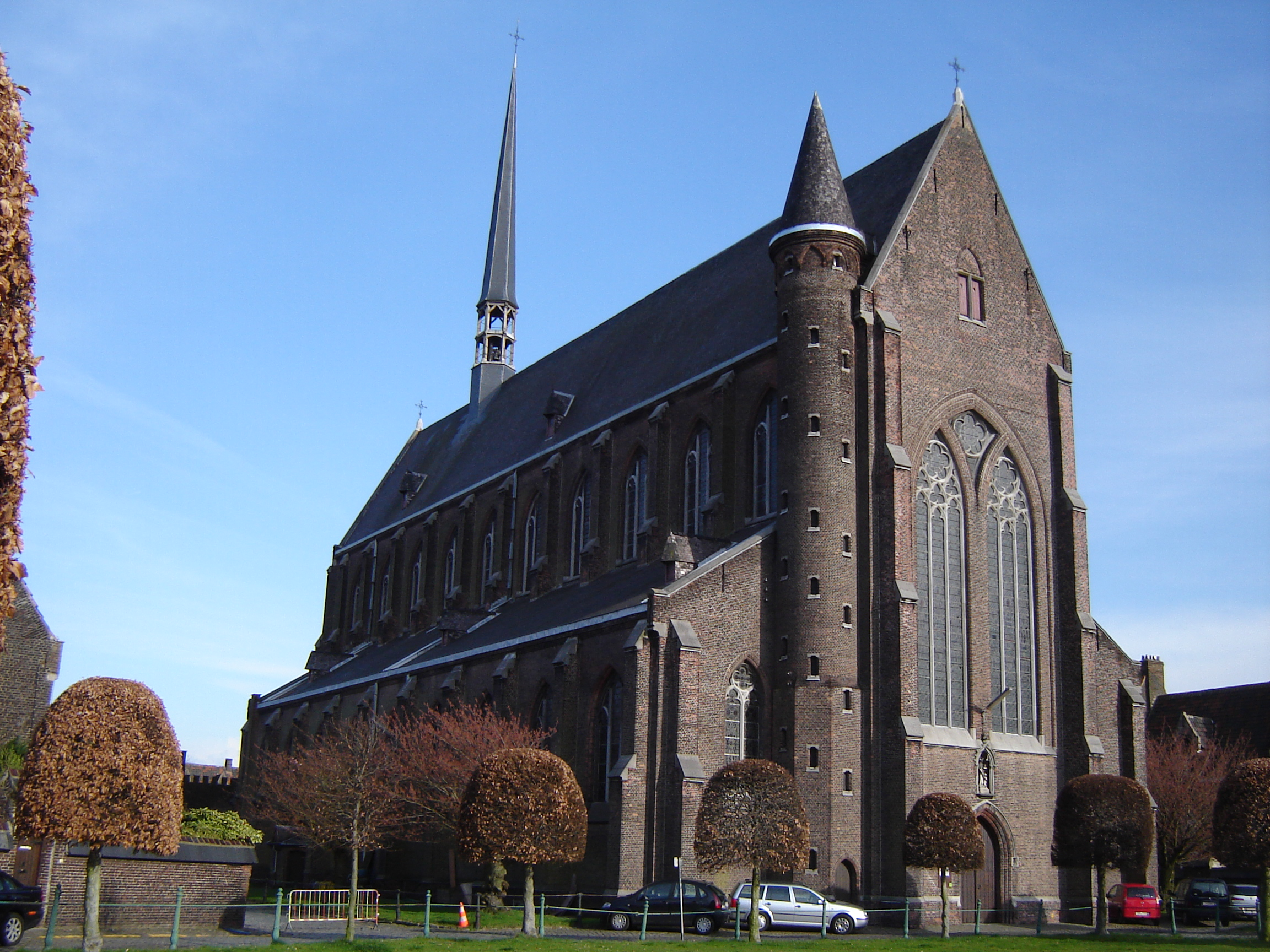
教堂

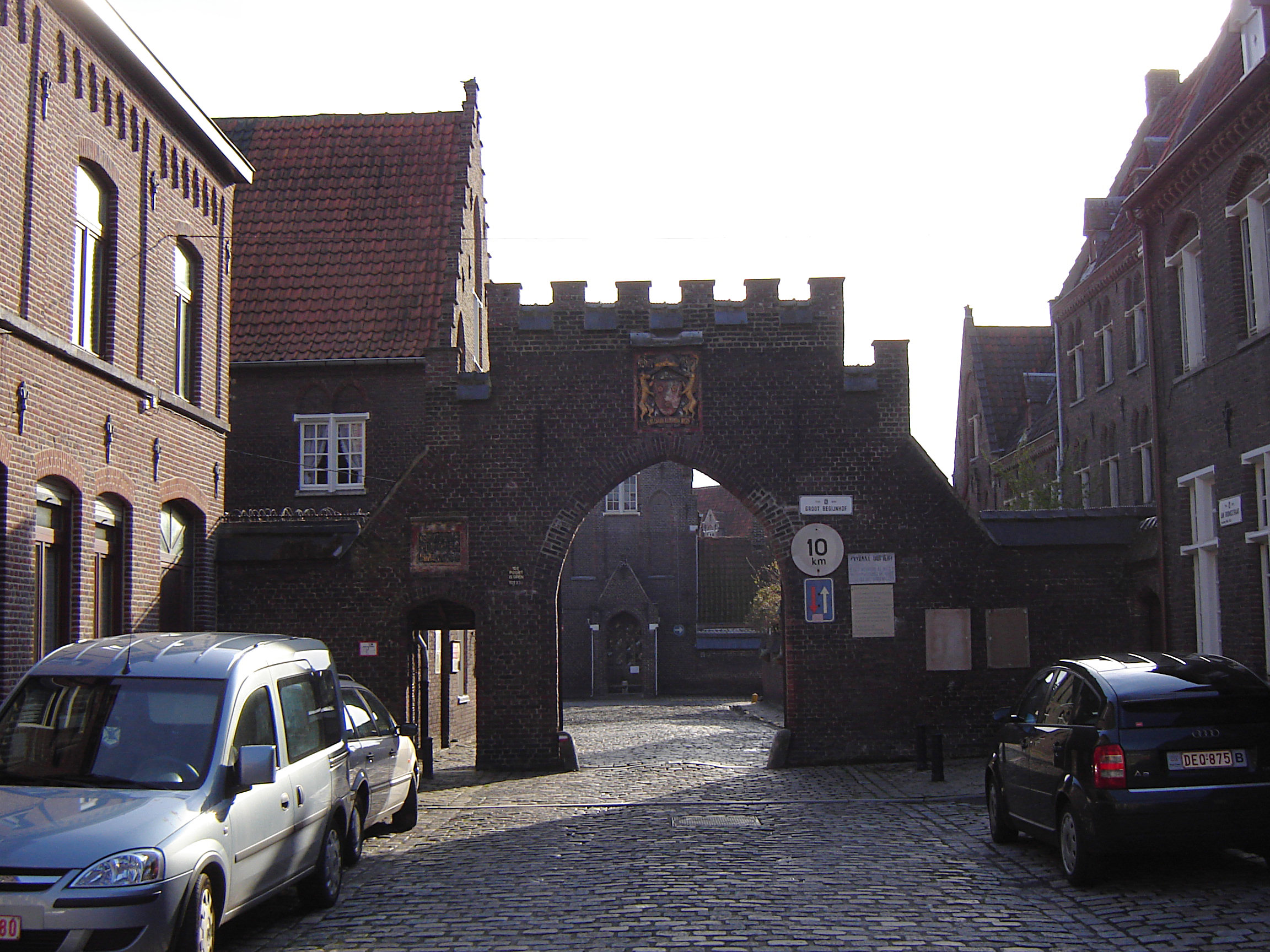
入口

圣阿曼兹贝赫大贝居安会院（荷蘭語：Groot Begijnhof Sint-Amandsberg）是比利时根特的第三座贝居安会院，占地8公顷，位于市中心外的郊区圣阿曼兹贝赫。它建于1873年至1874年之间，当时由于城市发展，开辟道路，位于市中心、建于13世纪的圣依撒伯尔大贝居安会院不再适合隐居，遭到废弃，于是在市中心以外，安伦贝格公爵的地皮上，另建新的会院。由建筑师阿蒂尔·费尔哈亨规划，大型教堂由建筑师让-巴蒂斯特·贝蒂纳设计。供奉聖依撒伯爾、圣弥额尔和圣天使。这是佛兰德斯唯一的新哥特式贝居安会院。它仅仅在两年内完工，1874年9月29日投入使用，教堂于次年9月28日开放。1998年成为世界遗产的一部分。，最后一名会士于2003年死亡，这些建筑逐渐转为其他功能，特别是慈善机构。